# Bawbee
Bawbee è una moneta scozzese. Fu introdotta nel 1541 durante il regno di Giacomo V di Scozia. Fu coniata assieme al mezzo bawbee. Questa denominazione fu battuta per l'ultima volta nel 1697, durante il regno di Guglielmo II di Scozia.

## Storia
La prima emissione fu battuta nel 1541. I responsabili della zecca erano James Achesoun e Alexander Orook, Laird di Sillebawby. Assieme al bawbee fu coniata la sua metà.
Al dritto era rappresentato il cardo ed ai lati "I 6"
Al rovescio c'era una croce di Sant'Andrea con una corona all'intersezione dei due bracci e due gigli ai lati.
Il valore era di 6 penny, il peso era di 29 grani (1,87 g) ed il titolo era di 3 denier (3/12) cioè 250/1000.
La moneta fu coniata con variazioni minime anche sotto Maria Stuarda. Sotto questa regina oltre che ad Edimburgo ci fu una coniazione di bawbee anche nelle città di Stirling. Queste monete sono identificate dalla legenda OPPIDUM STIRLINGI presente al rovescio; sono differenziate perché al posto della croce di sant'Andrea è raffigurata la croce potenziata, accantonata da quattro crocette.
I bawbee sono assenti nelle coniazoni di Giacomo VI e Carlo I.
Durante il regno di Carlo II questa moneta fu nuovamente emessa. Questa volta si tratta di una moneta di rame dal valore di 6 penny e dal peso di 141,3 grani. Al dritto c'era il busto del re ed al rovescio il cardo coronato e la legenda NEMO ME IMPUNE LACESSET. Le date di emissione furono 1677, 78, 79. Sotto Maria e Guglielmo il peso scese a 125,6 grani e le date furono 1691-94
Dopo la morte di Maria, Guglielmo rimase da solo al trono e il bawbee fu coniato con lo stesso peso negli anni 1695-97. Questa fu l'ultima coniazione del bawbee.
Dal 1677 le monete furono prodotte meccanicamente con la pressa a vite.

## Etimologia
Esistono due ipotesi sulla nascita del termine:
1. "Bawbee" deriverebbe da Alexander Orook, Laird (Lord) di Sillebawby, che avrebbe fatto coniare le monete. Esiste su questo laird una citazione negli atti del tesoro che al 7 settembre 1541 cita: "In argento receptis a Jacobo Atzinsone, et Alexandro Orok de Sillebawby respective.".
2. L'altra versione farebbe derivare il termine dal francese, bas billon, cioè "(denaro) con pochissimo argento".